# 遗迹化石

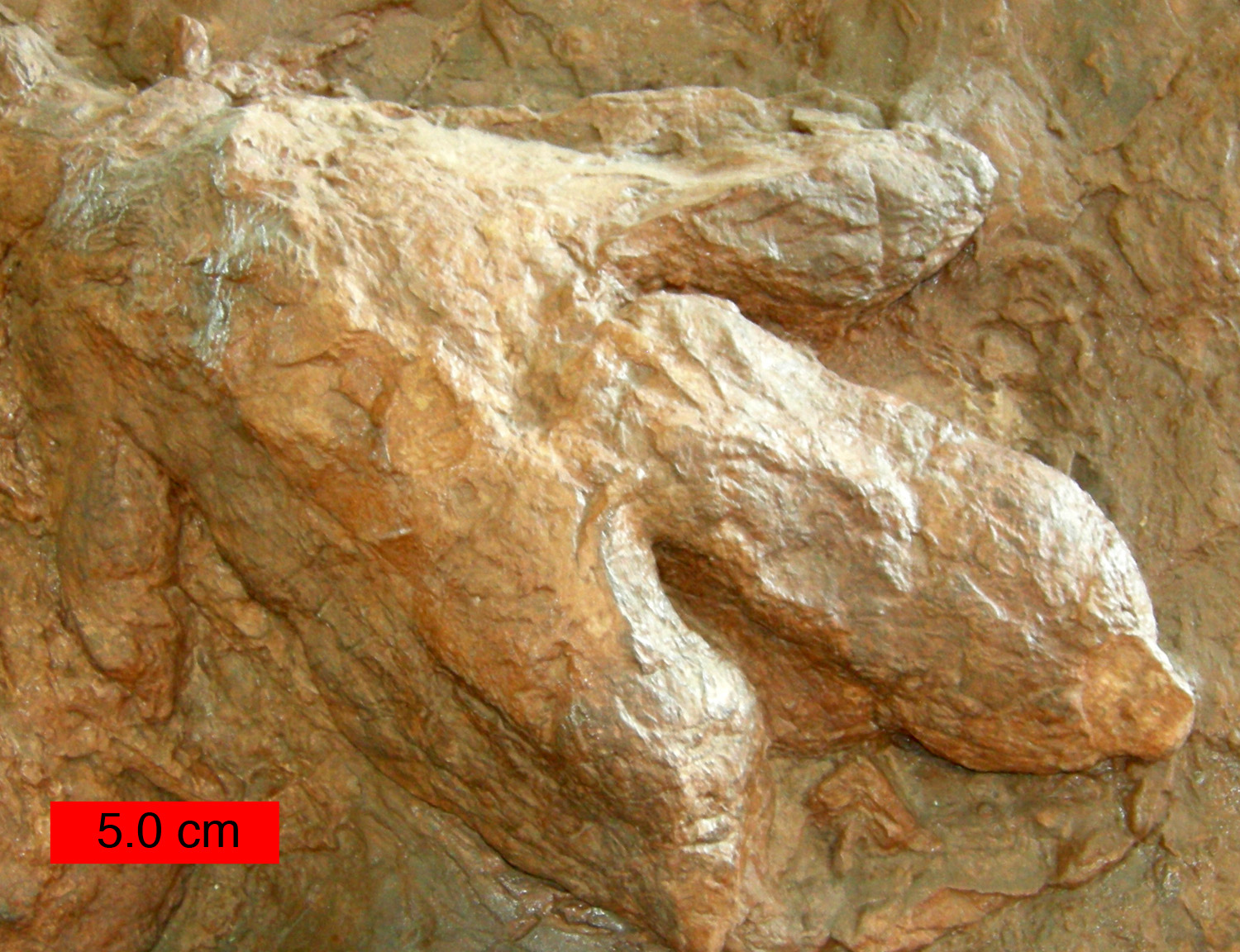
恐龙脚印化石。

痕迹化石，又称生痕化石、踪迹化石、遗迹化石，是指保存在地层中的远古生物活动的遗迹和遗物，属于古生物化石的一种，是遗迹学主要的研究对象。远古生物活动的遗迹包括钻迹、移迹、足迹等，如生物挖掘的潜穴、低等动物爬行时留下的移迹、高等动物留下的足迹等。遗物包括远古生物的排泄物、代谢物、生殖物，甚至古人类所用的石器，如粪化石、胃石、蛋等。